# Dziechciniec
Dziechciniec (prononciation : [d͡ʑexˈt͡ɕiɲet͡s]) est un village polonais de la gmina de Wiązowna dans le powiat d'Otwock de la voïvodie de Mazovie dans le centre-est de la Pologne.
Il se situe à environ 3 kilomètres au sud-est de Wiązowna (siège de la gmina), 7 kilomètres au nord-est d'Otwock (siège du powiat) et à 26 kilomètres à l'est de Varsovie (capitale de la Pologne).
Le village compte approximativement une population de 400 habitants en 2006.

## Histoire
De 1975 à 1998, le village appartenait administrativement à la voïvodie de Varsovie.